# 식코테알리니아 질트조바이
식코테알리니아 질트조바이(학명: Sikhotealinia zhiltzovae)는 원시딱정벌레아목에 속하는 딱정벌레 종이다. 식코테알리니아과(Jurodidae), 식코테알리니아속(Sikhotealinia)의 유일한 종이다. 이 과 딱정벌레는 처음에는 화석 종으로 알려졌으나 1996년 러시아 극동 지역에서 식코테알리니아 질트조바이(S. zhiltzovae)로 기재된 단일 종이 발견되었고, 그 후에 멸종된 과를 대표하는 살아있는 화석 종으로 인정되었다.
이 딱정벌레가 발견된 이래 이 종의 표본이 단 1개 밖에 없고, 이 딱정벌레의 머리 앞쪽에 3개의 홑눈이 있는 것으로 기록되어 있으나, 멸종했든 현존하는 종이든 모든 딱정벌레목 종에서 이런 사례가 없기 때문에, 이는 수많은 논쟁의 원천이 되고 있다. 그래서 이것은 다른 목에서 공통적으로 나타나며, 일반적으로 신시류 곤충의 가장 기본적인 특징의 하나로 간주한다. 사실 이것이 맞다면, 이는 이 종이 현존하는 모든 딱정벌레의 가장 오랜 특징을 대표하는 것일 수 있다. 그러나 일부 학자들은 이런 해석에 도전하고 있으며, 심지어 원시딱정벌레아목에 속하지 않을 수도 있다고 주장하기도 한다. 이는 추가적으로 표본이 수집되거나, 유전학적인 분석이 이루어지지 않는 이상, 해결이 불가능할 수 있다.

## 참고 문헌
- Leschen, R.A.B. & Beutel, R.G. (2004). Ocellar atavism in Coleoptera: plesiomorphy or apomorphy? Journal of Zoological Systematics and Evolutionary Research 42 (1), 63-69.